# Barleria ruellioides
Barleria ruellioides är en akantusväxtart som beskrevs av T. Anders.. Barleria ruellioides ingår i släktet Barleria och familjen akantusväxter. Inga underarter finns listade i Catalogue of Life.